# Cratere Radka
Radka  è un cratere sulla superficie di Venere.